# Almoradí
Almoradí és una localitat del País Valencià situada a la comarca del Baix Segura. Té 21.208 habitants (INE 2020).

## Geografia
Situada al centre geomètric del Baix Segura compta amb paratges com ara les serres de Callosa i Oriola, esquerpes i ideals per a la pràctica del senderisme; el pantà del Fondó, i el Fondó del Serrà, petit enclavament de bosc mediterrani verge.
Està situat en el centre de la gran plana al·luvial del Segura, que voreja el nucli urbà a poc més d'un quilòmetre. El relleu és totalment pla, per la qual cosa les crescudes del riu Segura poden arribar a cobrir la totalitat de la seua horta, com va ser el cas en 1987. La majoria del nucli urbà, no obstant això, està elevat uns tres metres sobre el nivell de l'horta, la qual cosa el lliura de les inundacions. Tot i això, algunes zones de l'entorn urbà (com Gabato) i sobretot, les pedanies, es troben a la mateixa altura que l'horta i estan, per tant, exposades a les inundacions.

### Pedanies
Almoradí compta amb un nombre considerable d'habitants que resideixen en entitats locals menors fora del nucli urbà, conegudes com a pedanies. Aquestes pedanies disposen de les seues pròpies instal·lacions esportives, educatives o de culte i celebren les seues pròpies festes patronals. A nivell veïnal estan representades a través dels seus alcaldes pedanis. L'Ajuntament d'Almoradí les divideix en vuit:
- El Saladar
- Heredades (administrada conjuntament pels municipis d'Almoradí i Rojals)
- La Cruz de Galindo
- Puente Don Pedro
- La Eralta
- La Erica
- El Raiguero
- Lomas de la Juliana

## Història
Es coneixen antecedents de grecs; cartaginesos, romans i visigots. Segons una llegenda, va ser fundada pel rei Brigo l'any 1196 abans de Crist, el seu nom era Amarion. L'origen del nom d'Almoradí és àrab i són els àrabs qui hi introdueixen el regadiu, com ho prova l'assut d'Alfaitami, que encara canalitza les aigües del Segura per al reg.
Els musulmans arribaren, l'any 713, de la mà d'Abd-al-azis que va pactar amb Teodomir, que al seu torn havia expulsat els romans. Malgrat això els cristians mantenen els privilegis sobre la zona i perviuen en una mena de petit estat anomenat Tudmir fins que, a principis del segle ix, Abd al-Rahman imposa ja la dominació musulmana, que durà fins a 1256 en què Jaume el Conqueridor va envair el terreny. En la seua nova condició de moriscs continuaren realitzant llurs activitats econòmiques fins a l'expulsió del 1609 que tan greus conseqüències carrejaria tant des del punt de vista econòmic com demogràfic. Fins a 1583 depèn a tots els efectes d'Oriola, aleshores Felip II de Castella concedeix el títol de Vila Il·lustre i tres anys després (1586) el d'Universitat la qual cosa comporta la segregació de la municipalitat d'Oriola. En 1609 s'hi fundà el monestir dels Pares Mínims. En el segle xviii, durant la guerra de Successió es va mantenir fidel al borbó Felip V de Borbó.
En 1829 un terratrèmol acabà amb la prosperitat de la vila en destruir-la totalment. Sobre les seues deixalles es va alçar la ciutat moderna actual, seguint els esquemes de l'enginyer José Agustín de Larramendi.

## Economia
Actualment es basa en construcció i servicis, sobretot mobles. Econòmicament la seua economia es diversifica en: agricultura de secà (blat, oliveres i raïm) i regadiu (cànem, taronges, llimes, hortalisses, cotó, entre altres), ramaderia (vacuna, llanar, porquina i cabria) i indústria, sobretot, de conserves vegetals i molins de pebre roig.
Fins al segle xx el principal motor econòmic d'Almoradí era l'agricultura, per la qual cosa la indústria que va començar a aparèixer va estar lligada a aquesta, centrant-se en les conserves, les exportacions i els transports. A partir de 1960 la branca del moble va tenir un gran auge gràcies a la construcció d'apartaments en les platges (Santa Pola, Torrevella, etc.), encara que unes dècades més tard el sector va entrar en crisi. En l'actualitat existeixen a Almoradí tres polígons industrials, el d'Eralta en la carretera de Dolors, el de les Maromas en la carretera d'Algorfa i el de la Fàbrica en la de Rojals. Els principals sectors en 2008 eren el moble, el tèxtil, l'alimentació, la maquinària i els transformats del plàstic.
L'agricultura, encara que amb una importància reduïda, segueix marcant el paisatge del municipi. Es conreen 2.800 ha de regadiu, en les quals destaca la producció de cítrics: 984 ha de llimoner, 971 ha de taronger i 271 de mandarí. Finalment, la seua posició central en l'horta del Segura li ha permès desenvolupar una notable funció terciària, i en l'actualitat més del 50% dels empleats d'Almoradí treballen en el sector serveis, una de les vies de promoció més importants del municipi. De fet, el d'Almoradí és un dels sectors hostalers més importants de la Vega Baixa, només per darrere de les localitats costaneres.

## Lingüística
A Almoradí, igual que la majoria de la Baix Segura, es va parlar valencià fins a l'entrada en vigor dels Decrets de Nova Planta, imposats pel Cardenal Belluga en totes les terres de la Corona d'Aragó, pels quals es prohibia l'ús de qualsevol llengua diferent al castellà i s'abolia el sistema legislatiu i judicial del Regne de València.
Actualment a Almoradí parlen un castellà molt paregut al panotxo dialecte del murcià, farcit d'arrels del valencià antic. Jordi Colomina i Castanyer ha estudiat la influència del català en aquestes terres i ha trobat gran quantitat de lèxic d'origen valencià a l'agricultura, la pesca, la construcció o el tèxtil, com ara amagar, crilla (creïlla) o leja (lleixa).

## Monuments i llocs d'interés

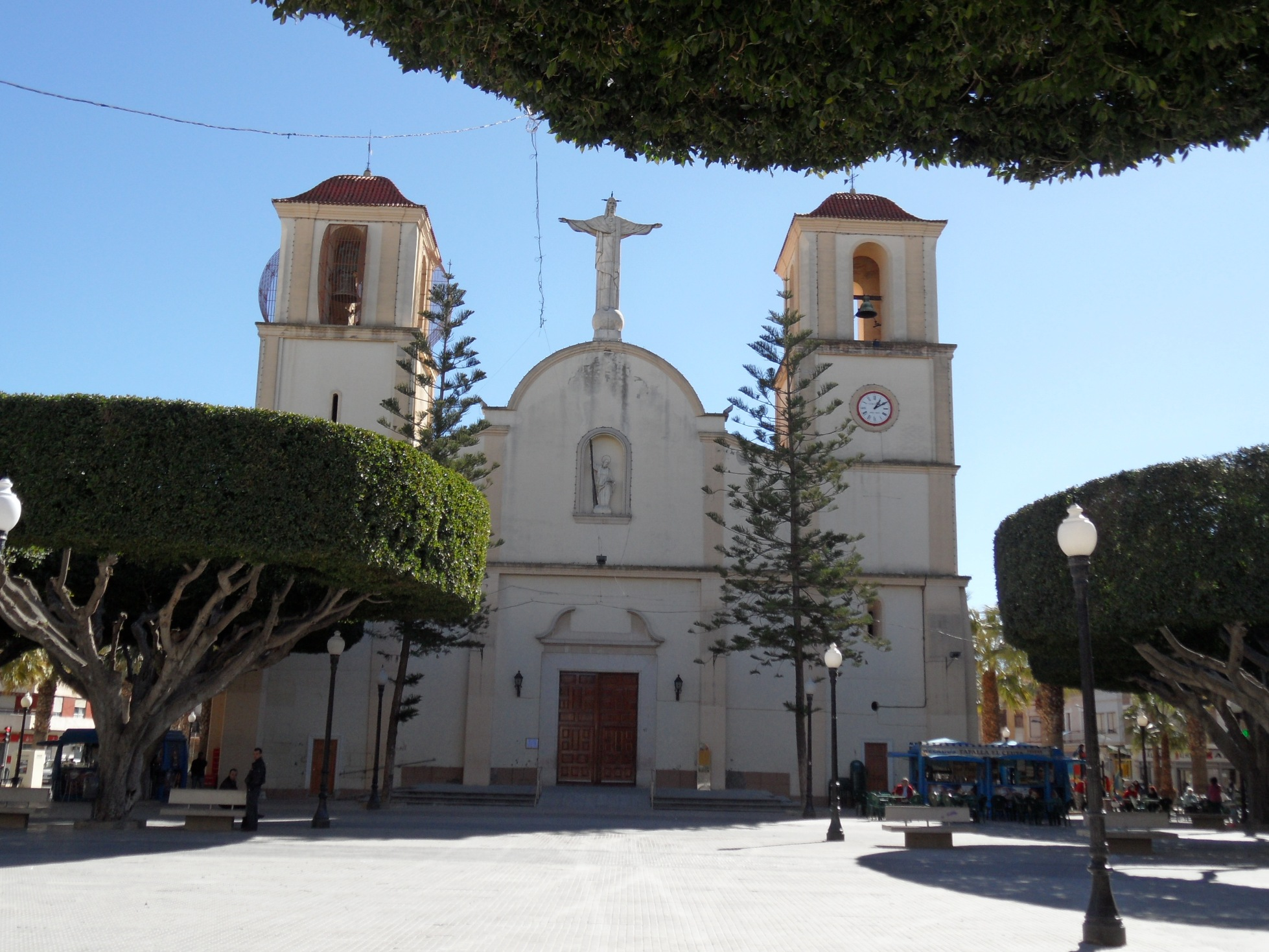
Façana de l'Església parroquial de Sant Andreu

La gran majoria de la ciutat, inclosos els seus edificis més importants van quedar arrasats pel terratrèmol de 1829. No obstant això, van poder rescatar-se alguns objectes d'importància, com l'òrgan de l'església, que data del segle xvii i es va instal·lar en la nova església.
- Església parroquial de Sant Andreu. Va ser construïda entre 1829 i 1861 lleugerament a l'est del lloc que va ocupar la seua antecessora, que havia sigut inaugurada en 1732. La seua façana, flanquejada per dues torres, recorda l'estil colonial.[1] De les campanes que es van recuperar de l'antiga església, només es conserva una, atès que les altres van ser destruïdes durant la Guerra Civil.[8] L'església original tenia una sola torre, a la qual se li va afegir una altra en la dècada de 1960. En aquesta última es va instal·lar el rellotge que havia estat en la torre de l'antic Ajuntament. En aquesta mateixa dècada es va col·locar el Sagrat Cor de Jesús a la part alta de la portada.[7]
- Teatre Cortés. Data de principis de segle xx, però no hi ha constància de l'autor ni del plànol. Va ser successor d'un altre teatre que ja existia almenys en 1889, segons les Ordenances Municipals d'aqueix any.[9] L'edifici es va construir sota el finançament de Mariano Cortés Práxedes, que pretenia així augmentar les dotacions culturals i socials de la ciutat. Va tancar les portes en 1971, encara que va ser remodelat i reobert ja en 1988 i des de llavors ha seguit en actiu.[10]
- Casino. Està situat en un dels edificis més antics de la ciutat. Inaugurat en el segle xix, segueix organitzant debats, xarrades, jornades i exposicions de diferent tipus.[7]
- Antic Hospital. Va ser inaugurat en la dècada de 1930.[7] Destaca la seua capella (coneguda com a Capella dels Girona), que ha sigut restaurada recentment. S'hi poden observar unes vidreres emplomades artesanalment, obra d'un vidrer local, en les quals apareixen l'escut de la vila i altres motius locals.
- Museu Etnológic i de l'Horta. Compta amb les típiques recreacions dels costums del passat d'aquest tipus de museus.

## Demografia
A finals del segle xviii, quan comencen els primers registres de població, Almoradí tenia 3.121 habitants. Després dels efectes del terratrèmol de 1829 (en el qual van morir 192 persones), va ascendir a uns 3.900 en 1857 i a quasi 5.000 en 1910. La industrialització va permetre aconseguir els 10.500 habitants el 1940, encara que el creixement es va ralentir fins a la dècada de 1990. No obstant això, l'influx del turisme en el litoral i el desenvolupament econòmic va provocar un ràpid augment de la població en la primera dècada del segle xxi, especialment a causa de l'arribada de població estrangera. A partir de la crisi econòmica de 2008, la població ha tingut un creixement mantingut, però molt menor que en anys anteriors, rondant actualment una població total de prop de 20.000 habitants.
| Població | 2.196  | 3.905  | 3.629  | 4.162  | 4.960  | 4.986  | 7.189  | 8.864  | 10.459 | 10.930 |
| Any      | 1960   | 1970   | 1981   | 1991   | 1996   | 2001   | 2006   | 2011   | 2016   | 2020   |
| Població | 11.141 | 11.576 | 13.398 | 12.304 | 13.479 | 13.995 | 17.494 | 19.371 | 20.138 | 21.208 |

## Política i govern

### Composició de la Corporació Municipal
El Ple de l'Ajuntament està format, des de 2019, per 21 regidors, degut a l'augment de la població. Abans en tenia 17. En les eleccions municipals de 26 de maig de 2019 foren elegits 10 regidors del Partit Popular (PP), 5 del Partit Socialista del País Valencià-PSOE (PSPV), 3 d'Esquerra Unida-Seguim Endavant (EUPV), 2 de Ciutadans - Partit de la Ciutadania (Cs) i 1 de Contigo Somos Democracia (Contigo).
Aquests resultats de 2019 suposaren la recuperació del govern municipal per part del PP, que l'havia perdut la legislatura anterior després d'haver-lo ostentat durant 28 anys. El PP i Cs acordaren formar un govern municipal de coalició. L'anterior govern havia estat una coalició de PSPV-PSOE i EUPV-AM que fou recolzat en la investidura de 13 de juny de 2015 per Cs, partit que finalment no va entrar en el govern municipal. El 16 de gener de 2017 es produí una moció de censura impulsada per PP i Cs, que atorgà de nou l'alcaldia al PP.
| Eleccions municipals de 26 de maig de 2019 - Almoradí |                                           |                                     |                                     |         |          |          |
| Candidatura | Candidatura                               | Candidatura                         | Cap de llista                       | Vots    | Vots     | Regidors |
| | Partit Popular de la Comunitat Valenciana |                                     | María Gómez García                  | 3.796   | 44,11%   | 10 (+3)  |
| | Partit Socialista del País Valencià-PSOE  |                                     | Jaime Pérez Pacheco                 | 2.133   | 24,79%   | 5 (+1)   |
| | Esquerra Unida-Seguim Endavant            |                                     | María Jesús Pérez Galant            | 1.185   | 13,77%   | 3 ()     |
| | Ciutadans - Partit de la Ciutadania       |                                     | Almudena Albentosa Gómez            | 810     | 9,41%    | 2 (-1)   |
| | Contigo Somos Democracia                  |                                     | Pepe Girona Lorenzo                 | 454     | 5,28%    | 1 (+1)   |
| | Altres candidatures                       |                                     |                                     | 145     | 1,68%    | 0        |
| | Vots en blanc                             |                                     |                                     | 83      | 0,96%    |          |
| Total vots vàlids i regidors | Total vots vàlids i regidors              | Total vots vàlids i regidors        | Total vots vàlids i regidors        | 8.606   | 100 %    | 21 (+4)  |
| | Vots nuls                                 | Vots nuls                           | Vots nuls                           | 123     | 1,41%    |          |
| Participació (vots vàlids més nuls) | Participació (vots vàlids més nuls)       | Participació (vots vàlids més nuls) | Participació (vots vàlids més nuls) | 8.729   | 66,78%** |          |
| Abstenció | Abstenció                                 | Abstenció                           | Abstenció                           | 4.343*  | 33,22%** |          |
| Total cens electoral | Total cens electoral                      | Total cens electoral                | Total cens electoral                | 13.072* | 100 %**  |          |
| Alcaldessa: María Gómez García (PP) (15/06/2019) Per ser la llista més votada, després de no haver obtingut majoria absoluta dels regidors (10 vots de PP) |                                           |                                     |                                     |         |          |          |
| Fonts: Ministeri de l'Interior, Junta Electoral de Zona d'Oriola, Periòdic Ara. (* No són vots sinó electors. ** Percentatge respecte del cens electoral.) |                                           |                                     |                                     |         |          |          |

### Alcaldes
Des de 2017 l'alcaldessa d'Almoradí és María Gómez García del Partit Popular qui governa amb el suport de Ciutadans.
| Període                       | Alcalde o alcaldessa                                 | Partit polític | Data de possessió     | Observacions               |
| ----------------------------- | ---------------------------------------------------- | -------------- | --------------------- | -------------------------- |
| 1979–1983                     | Guillermo Morales Pertusa                            | UCD            | 19/04/1979            | --                         |
| 1983–1987                     | Antonio Manzanera Martínez                           | PSPV-PSOE      | 28/05/1983            | --                         |
| 1987–1991                     | Antonio Alonso Gutiérrez                             | AP             | 30/06/1987            | --                         |
| 1991–1995                     | Antonio Alonso Gutiérrez José Antonio Andújar Alonso | PP             | 15/06/1991 23/09/1993 | Renúncia --                |
| 1995–1999                     | Antonio Alonso Gutiérrez                             | PP             | 17/06/1995            | --                         |
| 1999–2003                     | Antonio Ángel Hurtado Roca                           | PP             | 03/07/1999            | --                         |
| 2003–2007                     | Antonio Ángel Hurtado Roca                           | PP             | 14/06/2003            | --                         |
| 2007–2011                     | Antonio Ángel Hurtado Roca                           | PP             | 16/06/2007            | --                         |
| 2011–2015                     | Antonio Ángel Hurtado Roca                           | PP             | 11/06/2011            | --                         |
| 2015–2019                     | Jaime Pérez Pacheco María Gómez García               | PSPV-PSOE PP   | 13/06/2015 16/01/2017 | Moció de Censura PP+C's -- |
| 2019-2023                     | Maria Gómez García                                   | PP             | 15/06/2019            | --                         |
| Des de 2023                   | n/d                                                  | n/d            | 17/06/2023            | --                         |
| Fonts: Generalitat Valenciana |                                                      |                |                       |                            |

## Festes i celebracions
Almoradí celebra la seua Fira i Festes en honor dels Santicos de la Pedra, Sant Abdó i Sant Senèn, el 30 de juliol. Es tracta de deu dies d'actes en els que la població rep milers de persones de tota la comarca. Dins de les mateixes, se celebren les festes de Moros i Cristians, amb 30 anys d'història i més 500 festers, encara que el nombre de participants ascendeix a més de 4000 persones. El 30 de novembre, amb motiu de la festivitat de Sant Andreu, se celebra el Mig Any Fester de Moros i Cristians, data doblement important, ja que aquest és el patró del municipi. També existeixen altres festes religioses, com la Setmana Santa i les festes patronals (El Crist de les Campanes i la Mare de Déu del Perpetu Socors).

## Esports
Tenen dos clubs esportius de voleibol: Club Voleibol Almoradí i el Club Voleibol Amarión.

## Personatges destacats
- Joaquín Galant Ruiz (1935-), advocat i polític.
- Daniel García Andújar (1965-), artista visual dels mitjans, activista i teòric de l'art.